# Songe (film)
Pour les articles homonymes, voir Songe.
Pour plus de détails, voir Fiche technique et Distribution.
Songe est un film dramatique palestinien, français, suédois et saoudien réalisé par Rashid Masharawi et sorti en 2024,.

## Fiche technique
Sauf indication contraire, les informations mentionnées dans cette section peuvent être confirmées par les bases de données cinématographiques IMDb et Allociné,  présentes dans la section « Liens externes ».
- Titre original : Passing Dreams
- Réalisation : Rashid Masharawi
- Scénario : Rashid Masharawi
- Musique : Johanni Curtet
- Décors :
- Costumes : Wafa Azzeh
- Photographie : Duraid Munajim et Ashraf El-Mashni
- Son : Issa Qumsyeh
- Montage : Phil Jandaly et Johanni Curtet
- Production : Rashid Masharawi
  - Coproduction : Laura Nikolov
- Société de production : Coorigines Distribution
- Société de distribution : Coorigines Distribution
- Pays de production :  Palestine,  France,  Suède et  Arabie saoudite
- Langue originale : arabe
- Format : couleur — 2,39:1 — son 5.1
- Genre : Drame
- Durée : 79 minutes
- Dates de sortie :
  - Égypte : 14 novembre 2024 (Le Caire)
  - France : 2 avril 2025

## Distribution
- Ashraf Barhom
- Aseel Abu Ayyash
- Emilia Al Massou